# Кубок Камбоджі з футболу 2019
Кубок Камбоджі з футболу 2019 — 13-й розіграш кубкового футбольного турніру у Камбоджі. Титул володаря кубка вперше здобув Боунг Кет Ангкор.

## Календар
| Раунд              | Дата                      | Матчі | Клуби  |
| ------------------ | ------------------------- | ----- | ------ |
| Регіональний раунд | лютий - травень 2019      |       | → 16   |
| 1/8 фіналу         | 26 червня - 18 липня 2019 | 16    | 16 → 8 |
| 1/4 фіналу         | 14-15/28 серпня 2019      | 8     | 8 → 4  |
| 1/2 фіналу         | 18-19 вересня 2019        | 2     | 4 → 2  |
| Фінал              | 6 листопада 2019          | 1     | 2 → 1  |

## 1/4 фіналу
| Команда 1                        | Заг.         | Команда 2               | 1-й матч | 2-й матч |
| -------------------------------- | ------------ | ----------------------- | -------- | -------- |
| 14/28 серпня 2019                |              |                         |          |          |
| Боунг Кет Ангкор                 | 2:1          | Солтіло Ангкор          | 2:0      | 0:1      |
| Національне міністерство оборони | 2:2 пен. 4:5 | Пномпень Краун          | 1:0      | 1:2      |
| Вісаха                           | 5:2          | Кірівонг Сок Сен Чей    | 4:2      | 1:0      |
| 15/28 серпня 2019                |              |                         |          |          |
| Ангкор Тайгер                    | 0:6          | Преах Кхан Річ Свайрінг | 0:2      | 0:4      |

## 1/2 фіналу
| Команда 1               | Рахунок      | Команда 2        |
| ----------------------- | ------------ | ---------------- |
| 18 вересня 2019         |              |                  |
| Вісаха                  | 1:3          | Боунг Кет Ангкор |
| 19 вересня 2019         |              |                  |
| Преах Кхан Річ Свайрінг | 0:0 пен. 5:4 | Пномпень Краун   |

## Фінал
| 6 листопада 2019 13:00 (EEST) |

| Боунг Кет Ангкор | 1:1 пен. 5:4 | Преах Кхан Річ Свайрінг |
| ---------------- | ------------ | ----------------------- |
|                  | Протокол     |                         |

| Національний олімпійський стадіон, Пномпень |